# 클라우디안
클라우디안은 대한민국의 음악 그룹이다. 2018년 1집 앨범 [The Unknown Tale]로 데뷔했다.

## 방송
- 락쿵 (2022) - Top47

## 음반
- The Unknown Tale (2018)
- The Conquerer's Heart (2019)
- Redefine (2020)
- LUCE (2022)
- You’ll See (2024)
- Reckless One (2024)

## 수상
- 부산국제록페스티벌 부락배틀 대상 (2018)